# مايكل هيدون
مايكل هيدون (بالإنجليزية: Michael Higdon)‏ (2 سبتمبر 1983 بليفربول في المملكة المتحدة - ) هو لاعب كرة قدم بريطاني في مركز الهجوم. لعب مع أولدهام أثلتيك وإن إي سي نيميخن وشيفيلد يونايتد ونادي ترانمير روفرز لكرة القدم ونادي سانت ميرين ونادي فالكيرك ونادي ماذرويل ونادي كرو ألكساندرا.

## وصلات خارجية
- مايكل هيدون على موقع قاعدة بيانات كرة القدم.إي يو (الإنجليزية)
- مايكل هيدون على موقع Soccerbase.com (لاعب) (الإنجليزية)
- مايكل هيدون على موقع Soccerway.com (الإنجليزية)
- مايكل هيدون على موقع عالم كرة القدم.نت (الإنجليزية)